# Antoing
Antoing (prononcé [ɑ̃.twɛ̃] ; en picard : Antweon) est une ville francophone de Belgique, située en Wallonie picarde, dans la province de Hainaut. Le territoire de la commune est en zone frontalière avec la France.
Elle a été érigée en commune en 1830. Elle est localisée dans la région naturelle Limonneuse Hennuyère et dans le bassin de vie de la Wallonie picarde.

## Géographie

### Sections de la commune

| # | Nom            | Superf. (km²). | Habitants (2020). | Habitants par km² | Code INS |
| - | -------------- | -------------- | ----------------- | ----------------- | -------- |
| 1 | Antoing (I)    | 4,65           | 2.995             | 645               | 57003A   |
| 2 | Fontenoy (II)  | 3,27           | 721               | 221               | 57003B   |
| 3 | Maubray (III)  | 10,86          | 1.252             | 115               | 57003C   |
| 4 | Péronnes-lez-A | 6,96           | 1.303             | 187               | 57003D   |
| 5 | Bruyelle (V)   | 3,18           | 771               | 243               | 57003E   |
| 6 | Calonne (VI)   | 2,45           | 672               | 275               | 57003F   |

### Environnement
L'observatoire wallon de la biodiversité estime qu'aux alentours de l'an 2000, 5 à 15 % des espèces ont déjà disparu et que 30 à 50 % sont en régression en Région wallonne. La disparition et la fragmentation des espaces naturels en sont la première cause. La canalisation de l'Escaut, la fragmentation par les routes et par le TGV ajoutent leurs impacts (dont pollution, dérangement, consommation d'espace et la mortalité due aux véhicules eux-mêmes) à ceux de l'industrie locale, mais une biodiversité notable est encore présente sur ce secteur (collines et plateau boisés) grâce à la pauvreté des sols qui n'a pas encouragé l'agriculture ni la sylviculture intensive.
L'Escaut est considéré comme à restaurer dans le cadre du réseau écologique paneuropéen et en France de la Trame verte et Bleue régionale, et dans le cadre de l'application de la directive Cadre sur l'Eau et d’un projet de Directive européenne sur l’anguille.
Les Carrières anciennes ou actuelles de calcaire, sable ou argile à réhabiliter ou non ont un fort potentiel écologique (car milieux relativement protégés des pesticides et engrais)
L'hirondelle de rivage (Riparia riparia) a trouvé des habitats de substitution dans certaines carrières de sable où elle forme des colonies creusant des nids-tunnels d'environ 60 cm de profondeur, dans lesquels elle pond et élève ses petits.
Les bois d'Antoing, de Leuze et d'Hubermont forment un ensemble de massifs boisés poussant sur sols pauvres et acides surplombant la vallée à une altitude maximale de 137 m, ceinturant Frasnes-lez-Anvaing (au Nord-Est).
Ils couvrent les versants sablonneux et le plateau de la « chaîne des Collines » à une altitude de 85 à 13 mètres environ. Ils constituaient déjà une haute futaie sur la carte ancienne Ferraris (également dite Carte de Cabinet des Pays-Bas). Le bois ou la lande, ainsi que le sous-sol y ont été exploités depuis le haut Moyen Âge et bien avant cela par les hommes préhistoriques du Néolithique notamment (silex taillés).

#### Géologie
Les sommets sont constitués de sables tertiaires acides de l'Éocène supérieur - étage lédien - et de l’Éocène moyen - étage laekenien.
Des galets siliceux y témoignent de l'origine marine de ces dépôts.
Plus bas, l'étage panisélien (Éocène inférieur) présente une stratification de sables et d'argiles. Encore plus bas les carrières exploitent le calcaire. On passe donc en gradients successifs de milieux très calcaires à des milieux très acides, ce qui explique un potentiel de biodiversité très élevé.

#### Forêt
Hormis quelques taches de résineux résultant de plantations sur les anciennes carrières de sable ; mélèze d'Europe (Larix decidua) et d'épicéas (Picea abies), c’est la futaie de hêtres (Fagus sylvatica) silicole (poussant sur sol acide) qui domine sur le plateau sablonneux des sommets. Elle constitue ce que les phytosociologues nomment l’association du Fago-Quercetum. Les chênes et frênes (Fraxinus exelsior) s’y ajoutent sur les versants, ainsi que des châtaigniers (Castanea sativa) et des érables sycomores (Acer pseudoplatanus) avec dans le sous-bois quelques houx (Ilex aquifolium) et en périphérie le sorbier des oiseleurs (Sorbus aucuparia) et le bouleau verruqueux (Betulus pendula).
La fougère aigle (Pteridium aquilinum) et la ronce (Rubus sp.) constituent la partie haute de la strate herbacée où l’on trouve aussi la germandrée scorodoine (Teucrium scorodonia), le millepertuis élégant (Hypericum pulchrum) ou la myrtille (Vaccinium myrtillus).
Dans les clairières et bords de chemins ou de coupes plus ensoleillées, la digitale pourpre (Digitalis purpurea) s’épanouit, ainsi que le millepertuis couché (Hypericum humifusum). La lande acide à bruyère (Calluna vulgaris) se développe dans les clairières et sur les lisières ensoleillées.
Plus bas, sur des sols moins acides et plus limoneux, la forêt acidophile cède la place à une forêt neutrocline à humus doux, dominée par la hêtraie avec quelques vestiges de chênaies. Le charme (Carpinus betulus), le frêne (Fraxinus excelsior) enrichissent le taillis et la futaie ainsi que la viorne obier (Viburnum opulus), l'aubépine (Crataegus monogyna), le noisetier (Corylus avellana) et parfois, du néflier (Mespilus germanica). Les milieux plus frais abritent la scrophulaire noueuse (Scrophularia nodosa), la primevère élevée (Primula elatior), la circée de Paris (Circea lutetiana), la petite pervenche (Vinca minor), la violette des bois (Viola reichenbachiana), la surelle (Oxalis acetosella) et le lamier jaune (Lamium galeobdolon) et localement des tapis de jacinthe des bois (Hyacinthoides non-scripta subsp. non-scripta).
Des aulnaies-frênaies mésotrophes gérées en taillis linéaires forment l'association Carici-Fraxinetum (selon Noirfalise) qui caractérise les dépressions alluvionnaires le long de nombreux ruisselets. Dans cette forêt-galerie miniature on trouve une grande biodiversité avec les laîches (la laîche des bois (Carex sylvatica), la laîche espacée (Carex remota), la laîche maigre (Carex strigosa)), la patience sang-de-dragon ou oseille sanguine (Rumex sanguineus), les deux lysimaques (Lysimachia nummularia et Lysimachia nemorum), la ficaire (Ranunculus ficaria), la grande prêle (Equisetum telmateia), la canche cespiteuse (Deschampsia cespitosa), la véronique des montagnes (Veronica montana), le jonc épars (Juncus effusus), la glycérie flottante (Glyceria fluitans), la cardamine amère (Cardamine armara), la fougère femelle (Athyrium filix-femina), les deux dorines (Chrysosplenium oppositifolium et Chrysosplenium alternifolium), la fétuque géante (Festuca gigantea), le populage des marais (Caltha palustris), la balsamine des bois (Impatiens noli-tangere).

##### Fonctionnalité écologique
Ces bois jouent un rôle de pont et d’interface écopaysagère entre les bassins versants de la Dendre et du bassin de l'Escaut, et probablement aussi de corridor biologique. Ils protègent la ressource en eau : les couches de sables filtrants alternées avec des argiles sont à l’origine de nombreuses sources qui alimentent au Nord-Est les rues de Ribaucourt et d'Hubermont du bassin de la Dendre, et au sud-ouest la Rone, affluent de l'Escaut.
(Source principale)

### Démographie

#### Démographie: Avant la fusion des communes
- Bron:NIS - Opm:1831 t/m 1970=volkstellingen op 31 december; 1976= inwoneraantal per 31 december

#### Démographie: Commune fusionnée
En tenant compte des anciennes communes entraînées dans la fusion de communes de 1977, on peut dresser l'évolution suivante:
Les chiffres des années 1831 à 1970 tiennent compte des chiffres des anciennes communes fusionnées.
- Source: DGS , de 1831 à 1981=recensements population; à partir de 1990 = nombre d'habitants chaque 1 janvier[3]

## Histoire

### Préhistoire
Au Néolithique, les collines siliceuses semblent avoir été très fréquentées par les hommes préhistoriques qui y ont laissé des silex taillés.

### Époque romaine
D'importantes découvertes archéologiques y ont été faites : une villa à la carrière de Kennelée, un tumulus recouvrant un souterrain dallé conduisant à une chambre funéraire à niches. Ce tumulus mesurait 23 m de diamètre, le tout datant du IVe siècle de notre ère.

### Époque franque
Un cimetière et des tombes mérovingiennes et carolingiennes attestent de l'occupation du site.

### Époques médiévale et moderne
Le premier seigneur d'Antoing connu fut Alard Ier, seigneur d'Epinoy, qui épousa dit-on une dame héritière d'Antoing. C'est d'eux que vont descendre plusieurs branches d'Antoing. Relève de cette famille un ecclésiastique du XIIe siècle et fondateur d'abbayes : Ailbert d'Antoing.
Les descendants vont très vite comprendre l'intérêt que représente la situation d'Antoing, placé à la frontière des deux comtés, de Flandre et du Hainaut. Ils vont manœuvrer en fins politiciens afin de s'enrichir en faisant monter les enchères. Les mariages vont aussi avoir leur importance dans l'ascension de cette famille. En trois générations, ils vont s'unir aux familles de Namur, de Mons et de Rumigny, à la détentrice de la prévôté de Douai, à la Maison de Melun et à la famille de Ligne.
Vers la fin du XIIIe siècle, les Antoing vont se scinder en plusieurs branches. En plus de la branche mère détentrice des seigneuries d'Antoing et d'Épinoy, de Buggenhout et de la prévôté de Douai, il y aura la branche des Antoing seigneur de Bury et de Bittremont, les Antoing seigneurs de Briffeuil, Genech, Wasmes et Amougies, les Antoing seigneurs de Belonne et les Antoing seigneurs d'Ansevaing.
En 870, dans le Traité de Meerssen (lat. Marsana) Antoing apparut comme "Antonium" pour en attribuer le territoire à Charles le Chauve (Regesta Imperii I., no. 1480).
Vers 1328, Isabeau d'Antoing, dernière héritière de la seigneurie d'Antoing, d'Épinoy, prévôté de Douai, châtelaine de Gand et dame de Sotteghem épouse en secondes noces Jean Ier, vicomte de Melun, seigneur de Tancarville et de Montreuil-Bellay, qui fera passer tous les biens de son épouse dans la maison de Melun. Ces derniers vont favoriser le commerce des draperies et l'exploitation des carrières de pierres.
En 1477, les troupes bourguignonnes dévastent et pillent les environs, et assiègent le château.
Le 18 février 1582, c'est Marguerite de Parme qui donne l'ordre de démanteler le château d'Antoing et de confisquer les biens de Pierre de Melun.
En 1590, Marie de Melun est la dernière héritière du patrimoine des Melun qui passe après quelques péripéties dans la maison de Ligne, hormis les terres françaises qui restent à la maison de Melun-Epinoy.

### Époque contemporaine

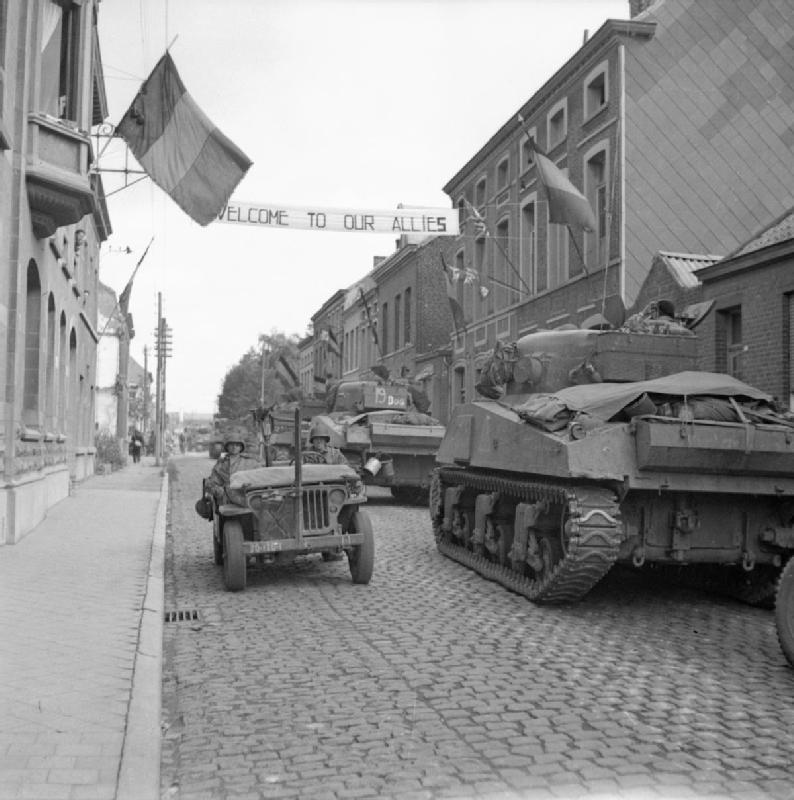
Dans une rue d’Antoing, le 3 septembre 1944, chars Sherman de la 5e division blindée des Gardes de l’armée de terre du Royaume-Uni croisant une jeep américaine durant les opérations de libération de la Belgique.

La ville d’Antoing est libérée le 2 septembre 1944. Le nom d’une voie y commémore cet événement.

## Armoiries
|  | Les armoiries ont été concédées à la ville par arrêté royal du 12 décembre 1953 confirmé par l’arrêté royal du 16 septembre 1977 Blasonnement : De gueules au lion d’argent, l'écu sommé d'une couronne à cinq fleurons. - Délibération communale : 17 janvier 1977 - Arrêté royal : 16 septembre 1977 - Moniteur belge : 29 octobre 1977 |

## Politique et administration
Willy Mahieu (né à Calonne en 1933, inspecteur général des finances à la province de Hainaut) est bourgmestre (PS) d'Antoing de 1977 à 2006.
Bernard Bauwens est bourgmestre (PS) de 2007 à 2024. Il se retire de la vie politique antoinienne en janvier 2024 et Gauthier Dudant, second en nombre de voix de préférence, devient bourgmestre de la cité princière. Il est élu bourgmestre lors des élections communales de 2024,.

### Conseil et collège communal 2024-2030
Ci-dessous, le tableau des résultats des élections communales de 2024.
| Parti | Parti | Voix (2024) | Voix (2018) | % (2024) | % (2018) | +/-    | Sièges  | +/-                                                                 | Collège |
| ----- | ----- | ----------- | ----------- | -------- | -------- | ------ | ------- | ------------------------------------------------------------------- | ------- |
|       | PS    | 2.308       | 2.654       | 50,20%   | 55,03%   | 4.83 % | 11 / 19 | style="background: #ddffdd; color:black; text-align:center; " \|Oui |         |
|       | GO    | 1.720       | 1.584       | 37,41%   | 32,84%   | 4.57 % | 7 / 19  | style="background: #ffdddd; color:black; text-align:center" \|Non   |         |
|       | CC    | 570         | -           | 12,40%   | -        | 0.0 %  | 1 / 19  | style="background: #ffdddd; color:black; text-align:center" \|Non   |         |
|       | UCA   | -           | 585         | -        | 12,13%   | 0.0 %  | - / 19  | style="background: #ffdddd; color:black; text-align:center" \|Non   |         |
| Total | Total | 4 598       | 4 823       | 100 %    | 100 %    |        | 19      |                                                                     |         |

| Collège communal  |                    |    |
| ----------------- | ------------------ | -- |
| Bourgmestre       | Gauthier Dudant    | PS |
| 1er Échevine      | Mélanie Mory       | PS |
| 2e Échevin        | Lucas Desmet       | PS |
| 3e Échevin        | Grégory Bocquillon | PS |
| 4e Échevine       | Muriel Hiroux      | PS |
| Président du CPAS | Claudy Billouez    | PS |

### Liste des bourgmestres de 1830 à aujourd'hui
- Willy Mahieu, de 1977 à 2006, (PS).
- Bernard Bauwens, de 2007 à 2024, (PS).
- Gauthier Dudant, de 2024, présent, (PS).

## Galerie

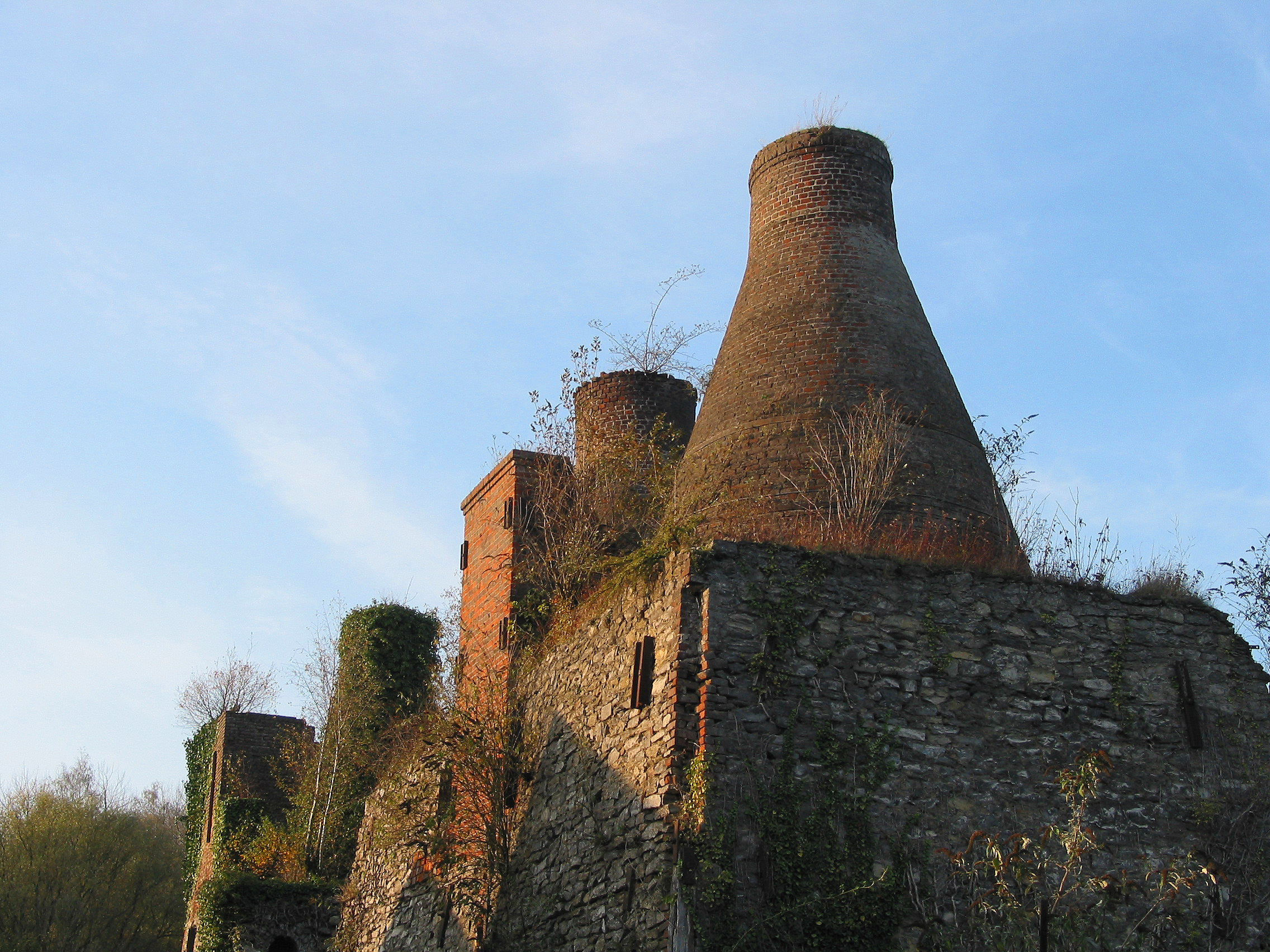
Vieux fours à chaux.
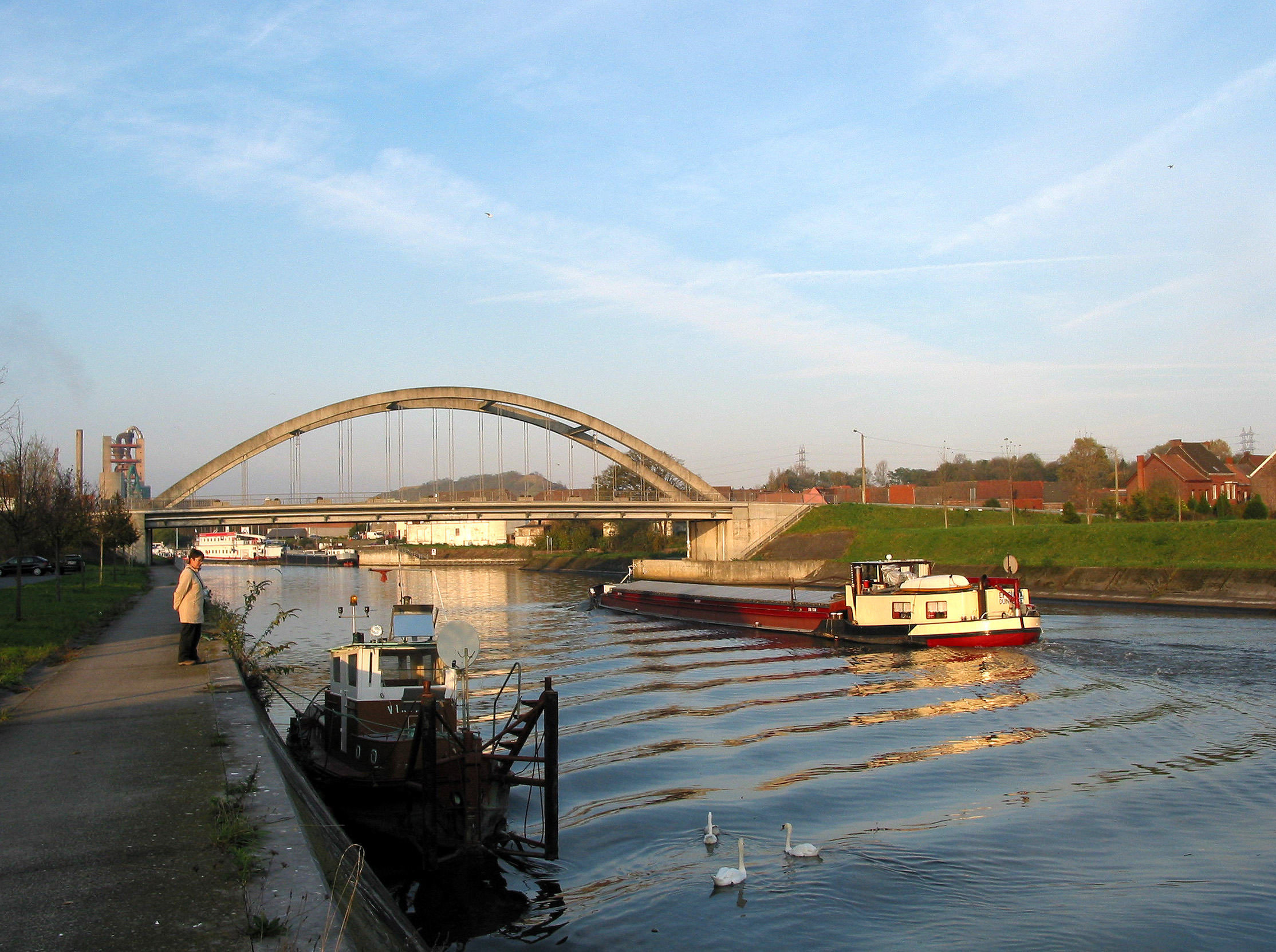
L'Escaut, moyen écologique de transport.
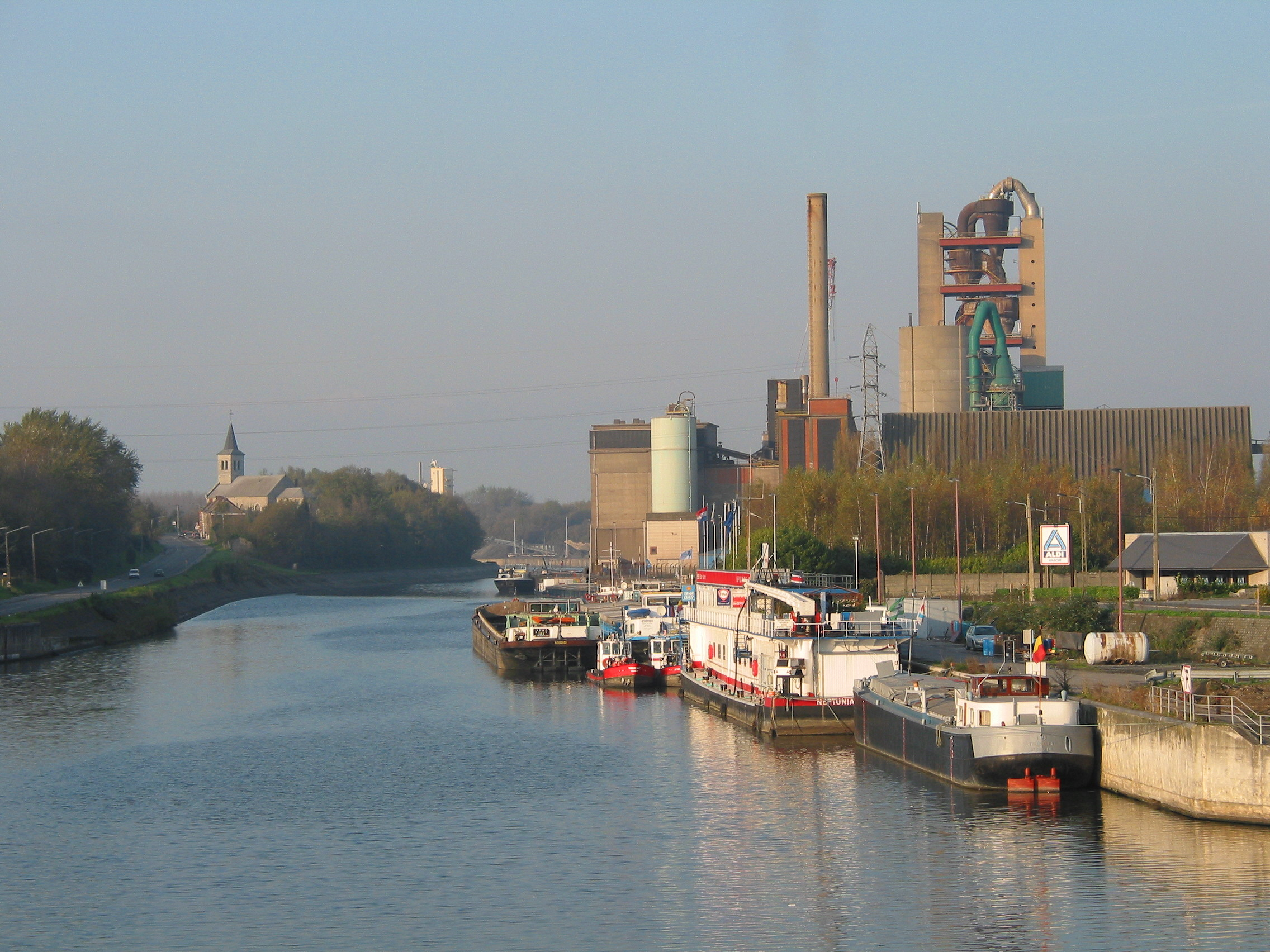
Cimenterie CBR, et église de Calonne.
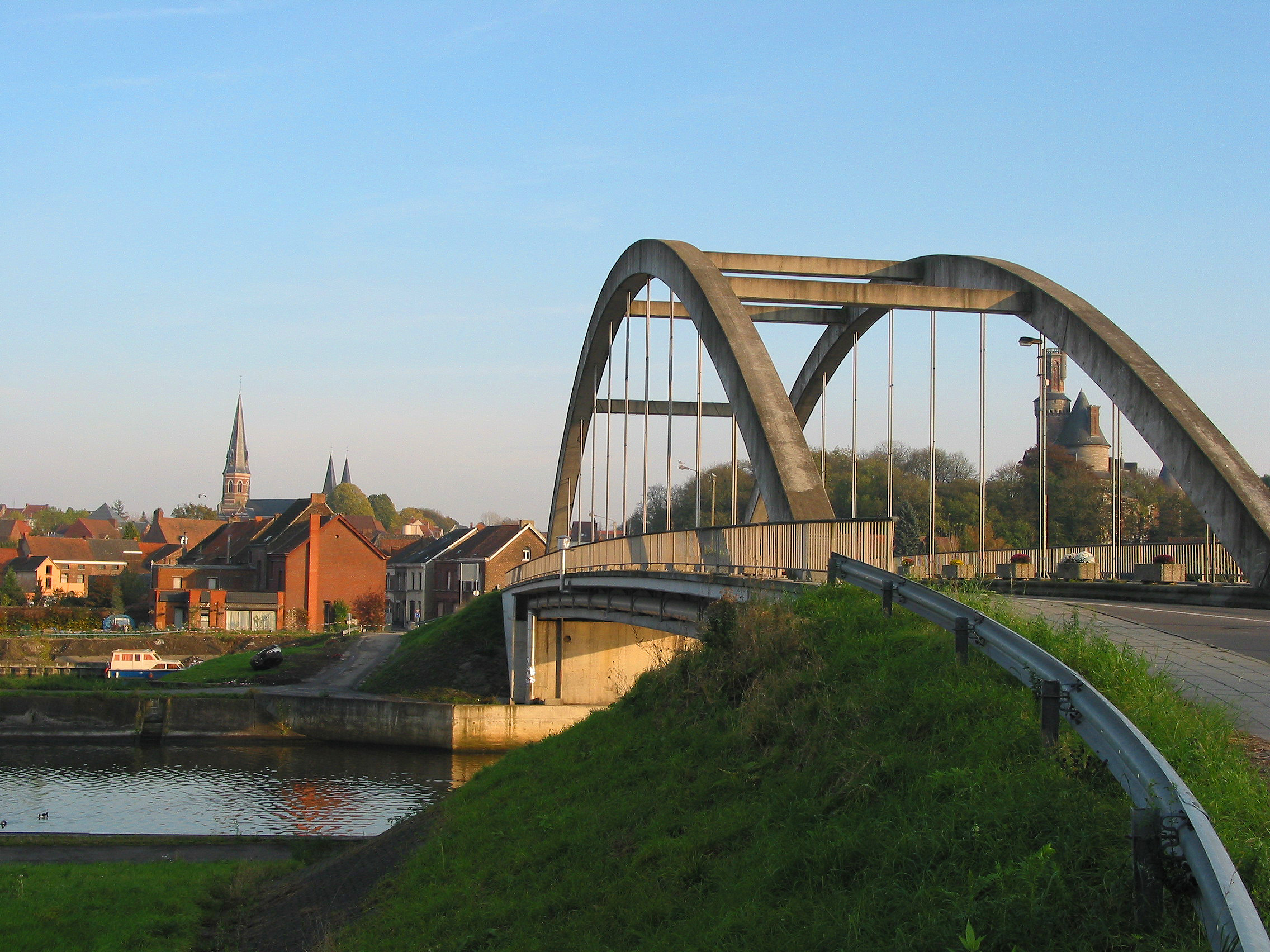
Pont d'Antoing.
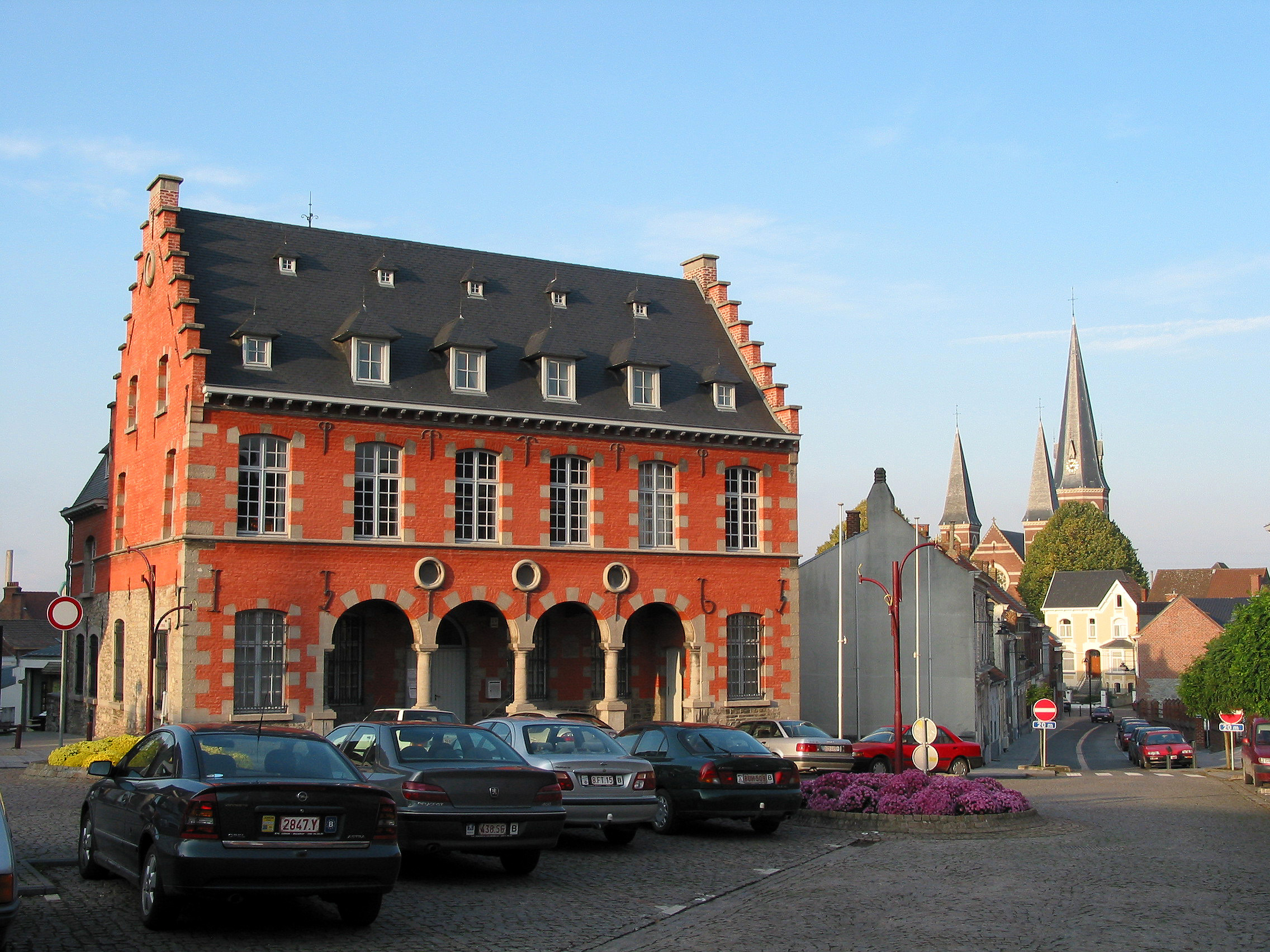
Ancien hôtel de ville.
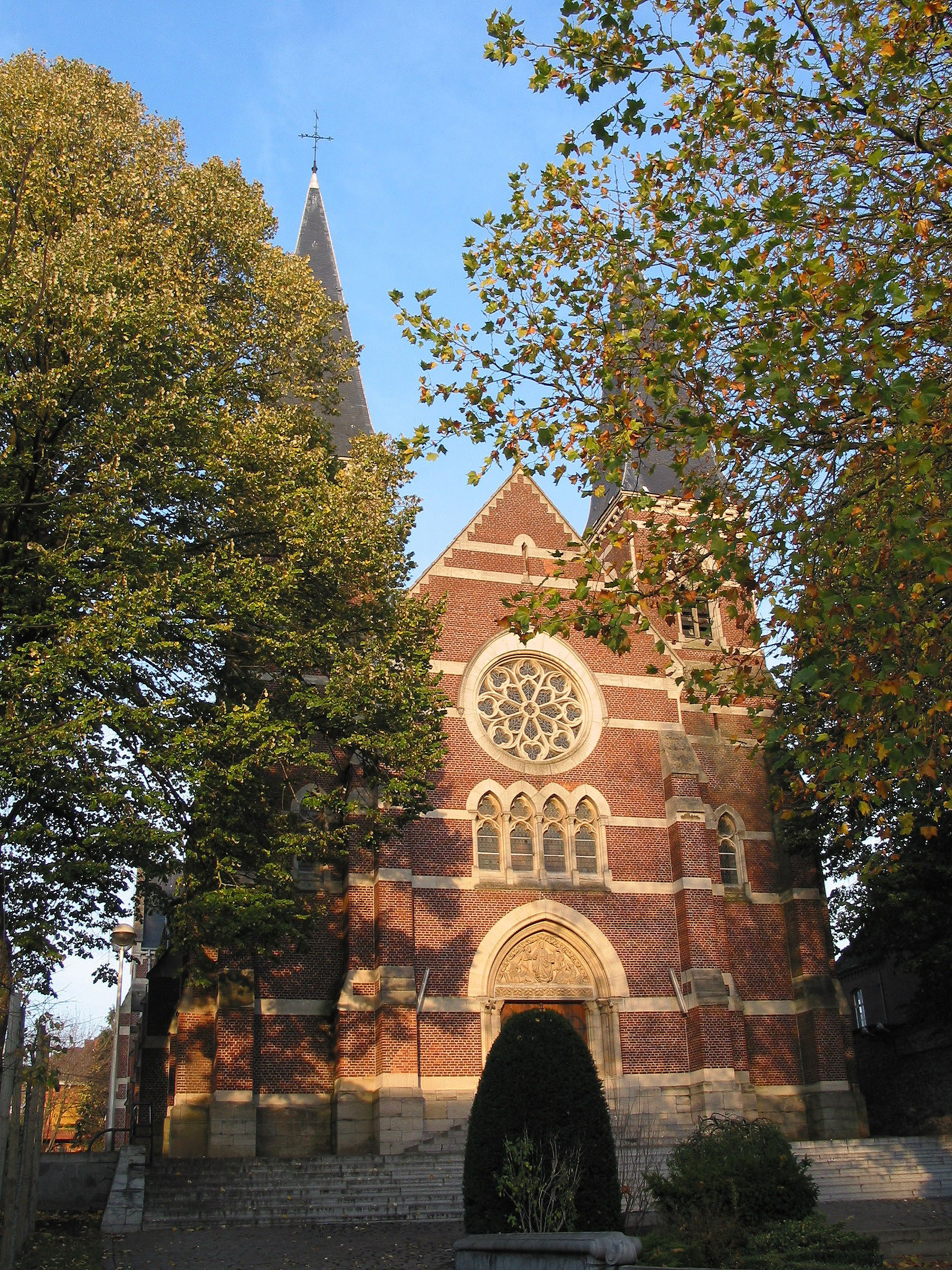
L'église Saint-Pierre.
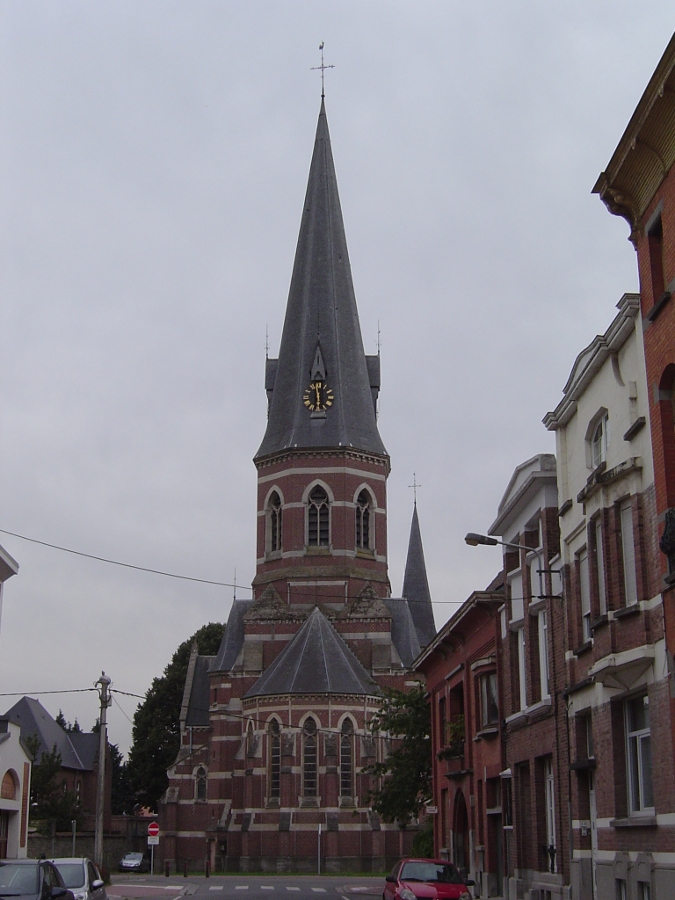
Boulevard de l'Église (église Saint-Pierre).
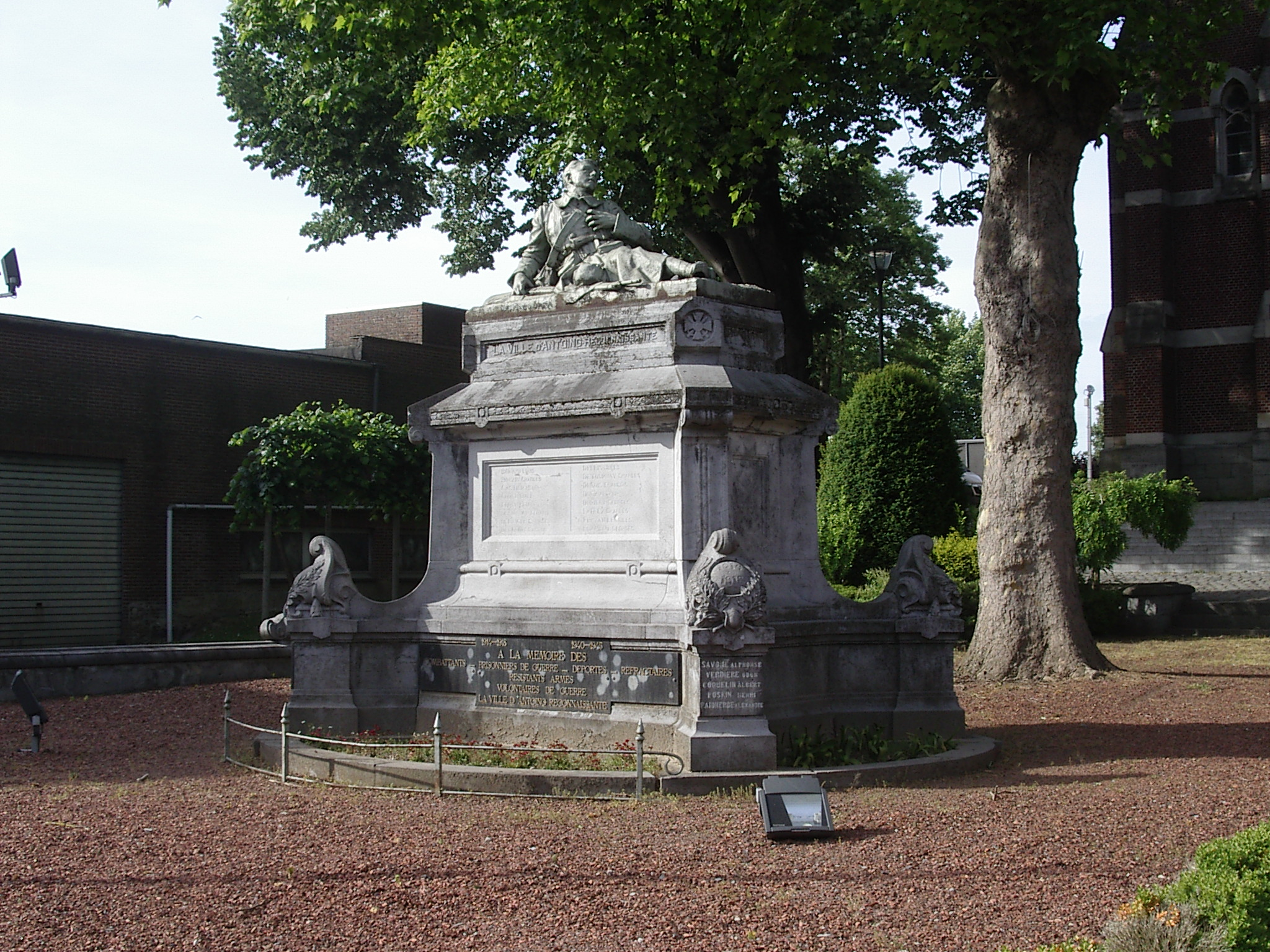
Monument aux morts.
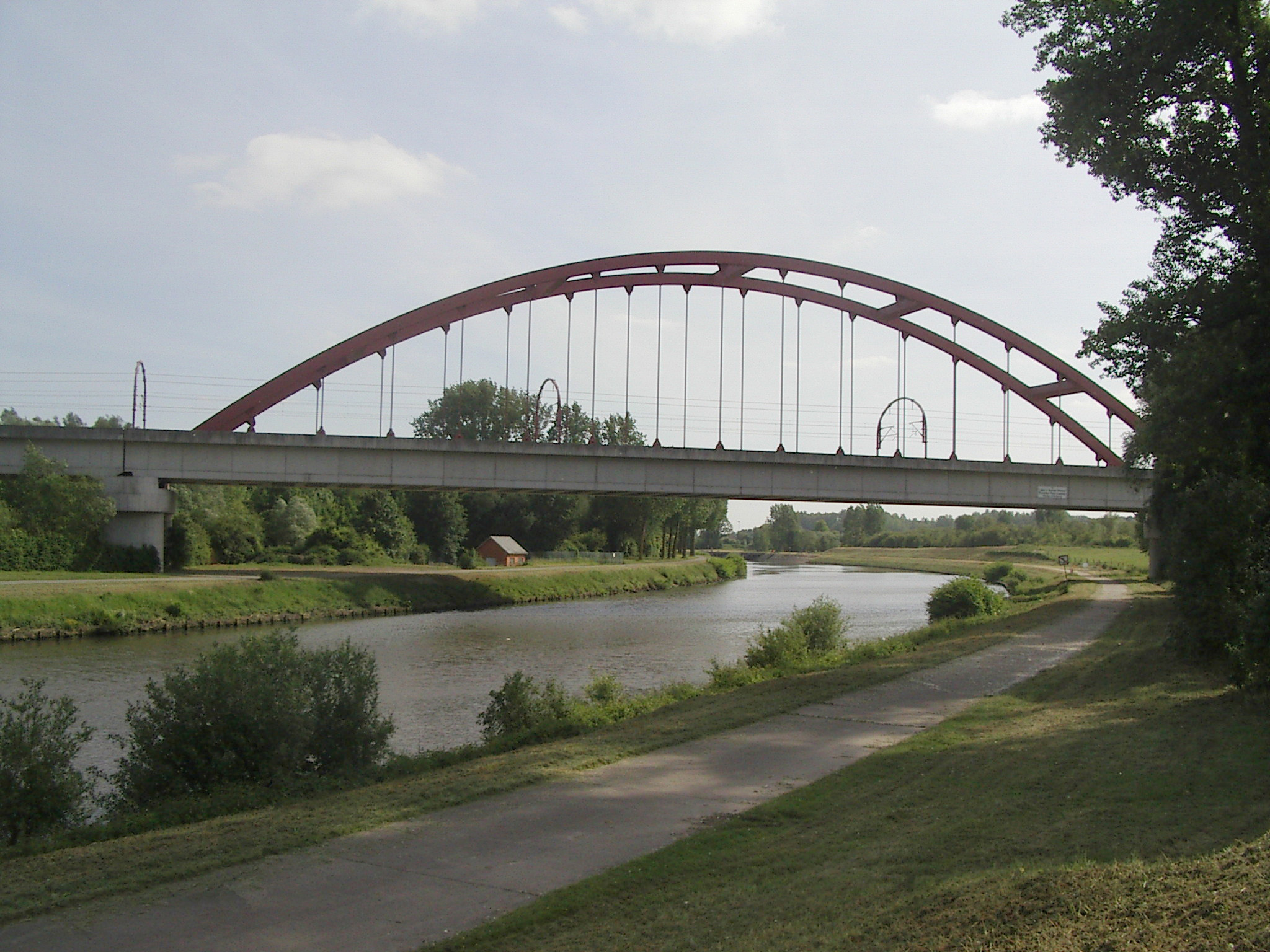
Viaduc du TGV au-dessus de l'Escaut.
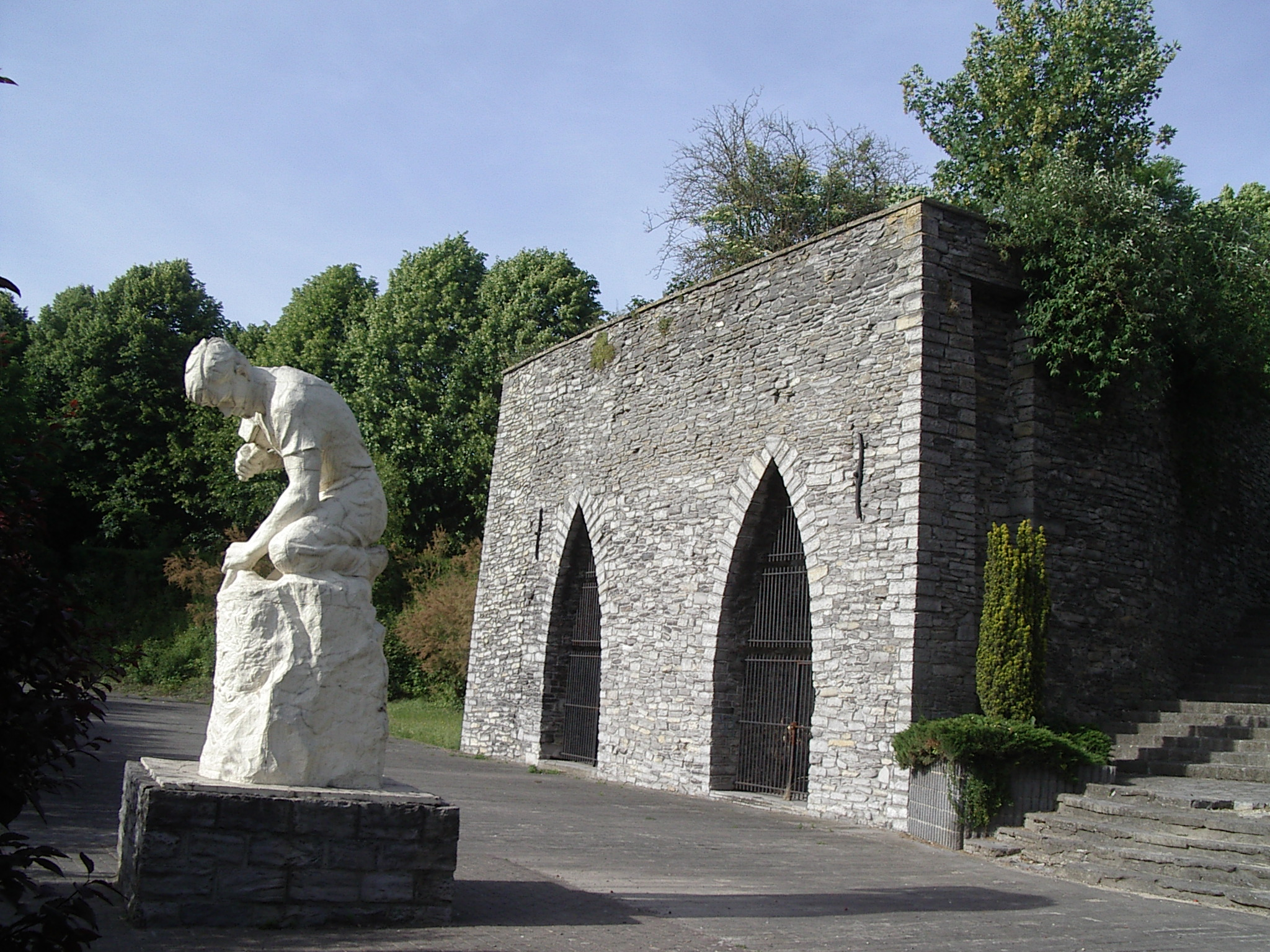
Statue d'un tailleur de pierre et four à chaux.

## Économie

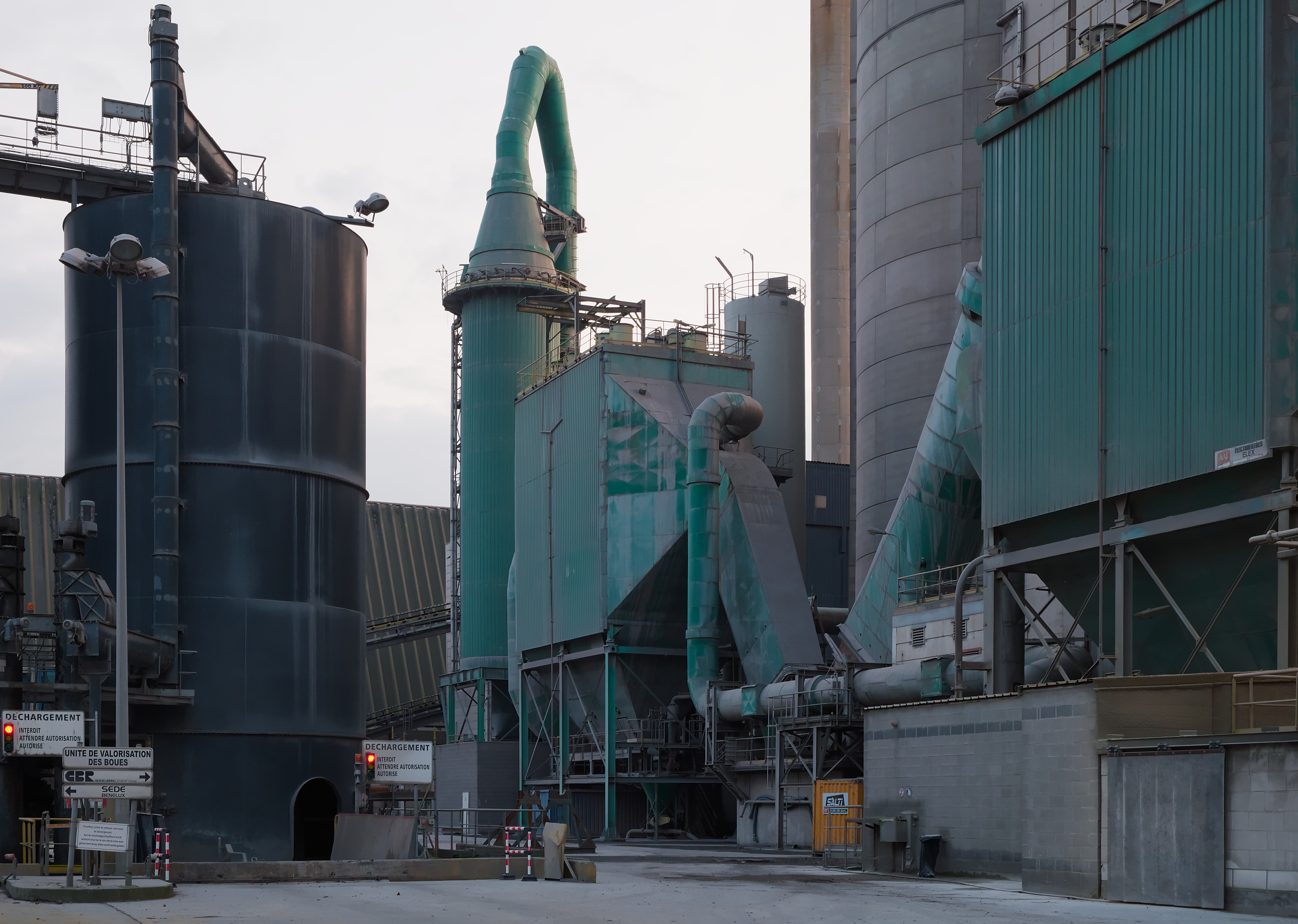
Cimenterie CBR

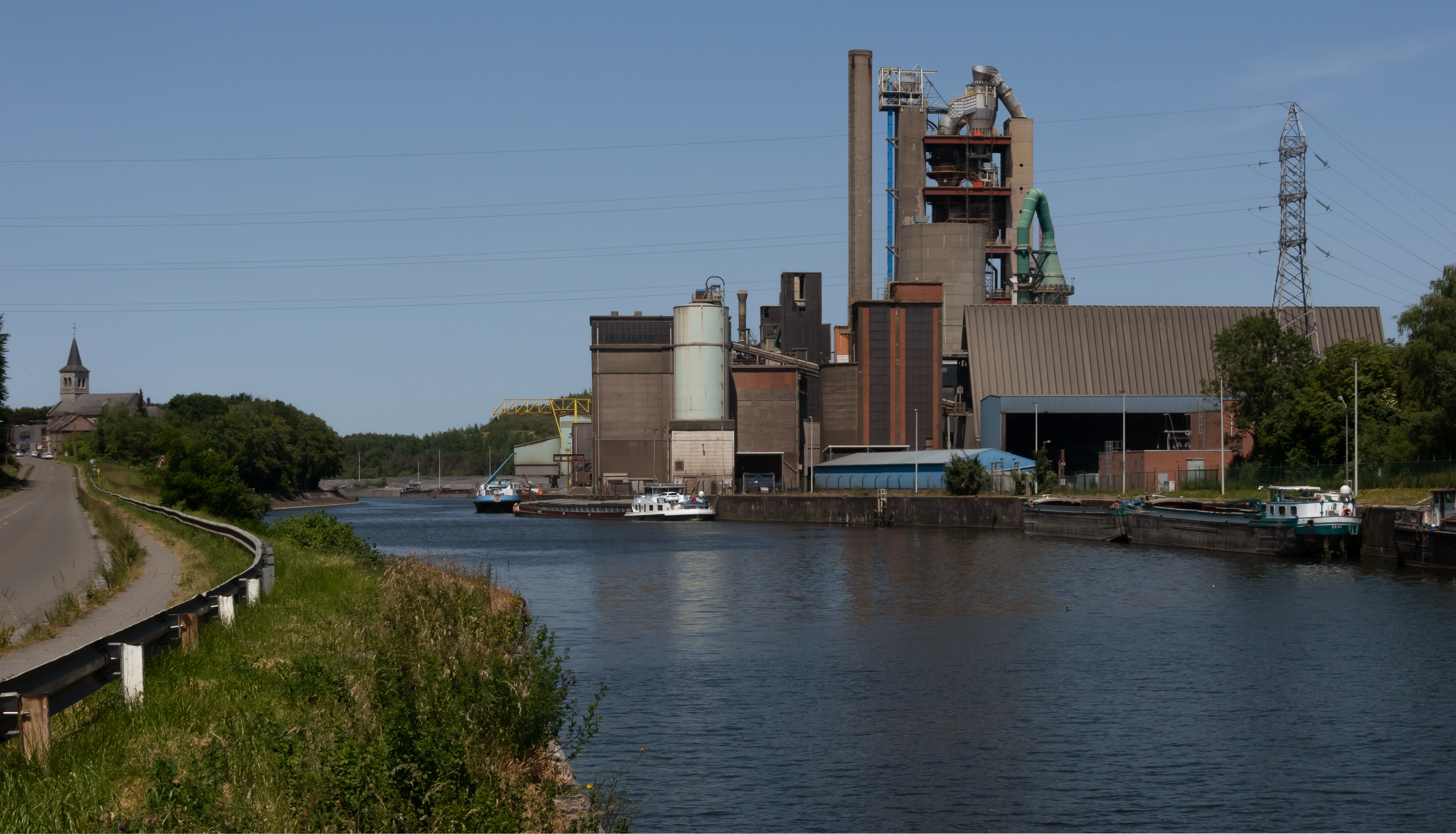
Zone industrielle le long de l'Escaut

Depuis l'Antiquité, il existe des carrières de calcaire sur le territoire d'Antoing. En 1763, on recensait sept carrières de pierre bleue. Cent ans plus tard, deux avaient disparu et sur les cinq restantes, trois cents ouvriers y étaient encore employés. En 1937, on compte encore une cinquantaine d'ouvriers qui travaillent sur la dernière carrière encore en activité et en 1972 quarante personnes sont employées pour fabriquer du concassé.
Aux carrières d'Antoing, on transformait le calcaire en chaux et en ciment naturel. La plus vieille industrie était située au hameau du Coucou. Les quatre fours à chaux de 1811 sont réduits à deux vingt ans plus tard jusqu'à la fin 1900.
Avant la Première Guerre mondiale, trois cents personnes travaillent à l'unique cimenterie restante. La fabrication de ciment artificiel, plus fin, plus uniforme dans sa granulométrie va porter un coup fatal à la cimenterie d'Antoing. Aujourd'hui, cette activité est toujours représentée par l'unité du groupe allemand HeidelbergCement. La clinkererie CBR profite des l'Escaut pour transporter le clinker vers Gand. C'est à cet endroit qu'il sera transformé en ciment.
L'argile de la région est employée par des potiers et des fabricants de tuiles du XVIIe au XIXe siècle. Dans le même temps, plusieurs brasseries fonctionnent ainsi qu'une sucrerie et plusieurs entreprises de raffinage de sel.

## Sports et Loisirs.
Divers complexes sont situés dans la commune. Le complexe sportif Willy Mahieu se situe au centre de la ville. Ce complexe au nom de l'ancien Bourgmestre, comprend le stade Jean Huart comportant un terrain de foot synthétique et également une piste de course. Une plaine de jeux et un parc se situent aussi dans ce  complexe.
À Péronnes-lez-Antoing, se situe le complexe de l'Adeps s'étendant jusqu'au grand large constituant ainsi un grand domaine de loisirs et de sports.

## Personnalités liées à la ville
- Ailbert d'Antoing (vers 1075-1123), religieux du XIIe siècle, fondateur d'abbayes.
- Gregorius Trehou (1540-1619), compositeur et musicien danois originaire des Pays-Bas méridionaux.
- Charles de Gaulle (1889-1970), élève au collège du Sacré-Cœur, établissement des jésuites français en Belgique installé au château d'Antoing.
- Raoul Cauvin (1938-2021), scénariste belge de bande dessinée.